# Tanzbegriffe im Volkstanz
Volkstänze bestehen meist aus verschiedenen Tanzfiguren, Schritten und Tanzfolgen, die größtenteils relativ einfach, mitunter aber auch etwas komplexer sind.
Dieser Artikel beschreibt die gebräuchlichsten Grundbegriffe im Volkstanz, wie sie in Deutschland bzw. im deutschsprachigen Raum üblich sind. Einige Figuren und Schritte haben dabei auch den Weg in andere Länder gefunden, so auch nach Nordamerika, wo sie im Square Dance und Round Dance unter eigenen Namen benutzt werden.
Im Gegenzug sind inzwischen etliche englische Bezeichnungen aus den Squares und Rounds im deutschsprachigen Volkstanz bekannt und neben den deutschen Bezeichnungen gebräuchlich oder zumindest verständlich.

## Bezeichnungen
Bei Paartänzen gibt es traditionell bedingt Unterschiede zwischen den Geschlechtern. Dem Mann oblag in der Vergangenheit die Führung im Paartanz und die Frau musste folgen. Auch wenn gleichgeschlechtliche Paare miteinander tanzen, wird oft immer noch zwischen Männerschritt oder Frauenschritt unterschieden. In der heutigen Zeit sollte besser zwischen einer führenden oder folgenden Position unterschieden werden, dementsprechend von Führenden und Folgenden. Diese Seite beschäftigt sich mit den historischen Gepflogenheiten mit einer festgelegten Zuordnung, dass Männer im Paartanz führen und Frauen folgen. Daher ist diese Festlegung gerechtfertigt.
Werden traditionelle Tänze angeleitet, hängt es vom Publikum ab, ob der Tanzlehrer bei der traditionellen Bezeichnung bleibt, oder konsequent von Führenden und Folgenden spricht. Dies auch vor dem Hintergrund, dass heute auch bei verschiedengeschlechtlichen Tanzpaaren die Führung von der Frau übernommen werden darf.

## Ausgangsstellungen

### Flankenkreis
Die Tanzenden (paarweise: Flankendoppelkreis) bilden einen Kreis, eine der Schultern (Flanke) ist zur Kreismitte gewendet, Front in Tanzrichtung oder gegen Tanzrichtung. Beim Flankendoppelkreis in Tanzrichtung steht der Tänzer näher zur Kreismitte, gegen Tanzrichtung die Tänzerin.

### Frontkreis
Die Tanzenden bilden einen Kreis, Rücken oder Gesicht ist zur Kreismitte gewendet, auch Stirnkreis (wenn paarweise, dann zueinander stehend, Tänzer mit dem Rücken zur Kreismitte: Stirndoppelkreis).

### Kreistanzfassung
Alle wenden ihr Gesicht zur Mitte. Falls Paartanz: der Tänzer steht links, seine Tänzerin rechts.
Hände: unten hängend (V-Fassung) oder angehoben (W-Fassung).
In einigen Ländern (z. B. Griechenland und Israel) gilt dabei: die rechte Hand die ‚gebende‘, liegt unten, die linke ist die ‚nehmende‘, liegt oben.

## Benennungen

### Außen
Die dem Partner abgewandte Seite
(im Gegensatz zu Innen)

### Außenfuß
Im Paartanz der Fuß, der vom Partner weiter entfernt ist. Das kann je nach Stellung zum Partner einmal der rechte Fuß, einmal der linke Fuß sein.
(im Gegensatz zu Innenfuß)

### Gegengleich
Parallel zueinander, aber in entgegengesetzter Richtung

### Innen
Die dem Partner zugewandte Seite
(im Gegensatz zu Außen)

### Innenfuß
Im Paartanz der Fuß, der dem Partner näher ist. Das kann je nach Stellung zum Partner einmal der rechte Fuß, einmal der linke Fuß sein.
(im Gegensatz zu Außenfuß)

### Linksdrehung
Drehung gegen den Uhrzeigersinn, linke Schulter zurück, rechte vor.

### Rechtsdrehung
Drehung im Uhrzeigersinn, linke Schulter vor, rechte zurück.

### Spielbein
Unbelastetes Bein (Ggs.: Standbein)

### Standbein
Belastetes Bein (Ggs.: Spielbein)

### Tanzpartner
- Tänzer (Abk. Tä oder Ter)

Herr (He) / Bursche (Bu)
Männlicher Tanzpartner
Zeichen in schematischer Tanzbeschreibung Λ
- Tänzerin (Abk. Tin)

Dame (Da) / Mädchen (Mä)
Weiblicher Tanzpartner
Zeichen in schematischer Tanzbeschreibung ∩
Im deutschen Volkstanz wie auch im Square Dance steht der Tänzer links von seiner Partnerin.

### Tanzrichtung
- Mitsonnen (Abkürzung: ms)

Bezeichnung der Tanzrichtung im Uhrzeigersinn (im Kreis links herum)
- Gegensonnen (gs)

Bezeichnung der Tanzrichtung gegen den Uhrzeigersinn (im Kreis rechts herum)
Bei Tänzen auf der Kreisbahn, also in einem großen Kreis, bewegen sich die Tanzpaare immer Gegensonnen, also gegen den Uhrzeigersinn (soweit nicht anders angegeben).

## Tanzfassungen

### Durchfassen
Die Hände oder Finger der Nachbarn fassen zum Kreis, etwa im Kreistanz. Es hängt vom Tanz ab, ob mit der Hand oder einem Finger durchgefasst wird. Bei Fingerfassen werden in der Tradition verschiedene Finger verwendet. Heutzutage üblich ist das Hakeln mit dem kleinen Finger. Aber ist auch dokumentiert, dass die Tänzer den Mittelfinger oder Zeigefinger verwendeten.
Beim Durchfassen ist es üblich, dass die rechte Hand vor der linken Hand liegt: Der Tanzpartner hält sein rechten Handrücken in die Kreismitte. Der rechte Partner legt seine linke Hand mit der Handinnenfläche zur Kreismitte gerichtet in die Hand des linken Partners. Ähnlich ist dies mit den Fingern.
In dieser Fassung sind Armbewegungen möglich.

### (Unter-)Armfassung
Eine besondere Form bei einigen Kreistänzen ist das Durchfassen mit dem kompletten Unterarm. Die Hände werden so durchgefasst, dass die Unterarme sich berühren und immer parallel bleiben. Üblich ist ein Überkreuzen der Unterarme. Der Tänzer legt seinen rechten Unterarm von oben auf die rechte Seite des linken Unterarms seines rechten Partners. Sein rechter Oberarm liegt somit vor dem Oberarm des rechten Partners. Dadurch hat seine Armhaltung eine weitgehend natürliche Haltung, indem der Handrücken seiner rechten Hand nach rechts zeigt. Die Hand ist vertikal, so dass der Daumen oben liegt.

### Einhandfassung
- Führungsfassung: Tänzer links, Tänzerin rechts. Der Tänzer hält mit der rechten Hand die linke der Tänzerin in Brusthöhe. Die Handfläche des Tänzers zeigt nach oben, die Tänzerin legt ihre linke Hand mit dem Handrücken nach oben leicht – ohne Gewicht und ohne krampfhafte Fassung – in die Hand des Tänzers.
- Offene Fassung: (Hand in Hand). Die Rechte des Tänzers fasst die Linke der Tänzerin; die gefassten Hände hängen locker herab.
  - In Gegenüberstellung: Die Rechte des Tänzers fasst die Rechte der Tänzerin (oder umgekehrt)
- Einhängen (einhaken): Die Tänzerin hängt sich beim Tänzer ein.

### Fürizwängerfassung
Geschlossene oder gewöhnliche Fassung, jedoch nach der Seite verschoben, so dass sich die rechten Schultern einander gegenüber befinden und die Tanzenden aneinander
vorbeischreiten können.

### Geschlossene Fassungen

#### Schulterringfassung
Tänzer und Tänzerin legen einander die Hände auf die Schultern, Tänzer die Arme außen, Blick zueinander, Schultern parallel. Die Arme sind gestreckt. Bei großem Gedränge werden sie leicht gewinkelt (Altüberlieferte Form).

#### Hüftschulterfassung
Wie vor, nur legt der Tänzer die Hände an die Hüften der Tänzerin.

#### Hüftschulterfassung offen
Beide schauen in Tanzrichtung. Die rechte Hand des Tänzers liegt an der rechten Hüfte der Tänzerin. Diese legt ihre linke Hand auf die rechte Schulter des Tänzers; die äußeren Hände nehmen Hüftstütz oder hängen lose herab.

### Hochhalte
Bevorzugt bei Kreis- und Kettentänzen, bei denen die Tänzer nebeneinanderstehen. Die Tänzer halten sich entweder an der ganzen Hand oder nur an einem Finger.
Die Hände gehen nach oben.
Gestreckte Hochhalte: Die Arme sind gestreckt und zeigen nach oben.
Gebeugte Hochhalte: Die Oberarme zeigen nach vorne und die Unterarme sind nach oben gebeugt.

### Kiekbuschfassung (Rheinländerfassung)
Der Tänzer steht schräg links hinter der Tänzerin. Mit seiner Rechten hält er die rechte Hand der Tänzerin, wobei sein Handgelenk auf der rechten Schulter der Tänzerin ruht, die linken Hände sind seitlich gefasst. Auch gegengleich möglich.

### Kreuzfassung
Tänzer und Tänzerin gegenüber, Blick zueinander. Der Bursche fasst mit der Rechten die Rechte des Mädchens und mit der Linken die Linke des Mädchens. Durch Auseinanderdrehen kann diese Fassung auch bei gemeinsamem Blick in eine Richtung angewendet werden.

### Rückenkreuzfassung
Tänzer und Tänzerin nebeneinander, Blick in gleiche Richtung. Der Bursche fasst mit der Rechten die Rechte des Mädchens hinter ihrem Rücken und mit der Linken die Linke des Mädchens hinter seinem Rücken.

### (Gewöhnliche) Rundtanzfassung
- Offene Rundtanzfassung: Tänzer links, Tänzerin rechts. Beider Schultern bilden ungefähr einen rechten Winkel. Der Tänzer umfasst die Tänzerin mit der rechten Hand ungefähr in der Mitte des Rückens. Ihre linke Hand ruht auf seiner rechten Schulter, sein linker und ihr rechter Arm sind in Brusthöhe locker gestreckt. Die Hände sind gefasst. Der linke Handteller des Tänzers zeigt nach oben, die Tänzerin legt ihre Rechte leicht hinein.
  - Anmerkung: Die Tänzerin darf sich beim Tanz nie mit der Rechten an der Linken des Tänzers stützen oder halten wollen. Die Hand muss gewichts- und drucklos in der Hand des Tänzers „schweben“.
- Dreherfassung: Wie vor, aber Blick zueinander, beider Schultern parallel. Die Rechte des Tänzers liegt am linken Schulterblatt der Tänzerin.
- Armringfassung: Wie oben, aber die Linke des Tänzers stützt den Arm der Tänzerin am Ellbogen. Die Rechte der Tänzerin ruht in der Ellbogenbeuge des linken Armes des Tänzers.
  - Anmerkung: Bewährt sich besonders bei Platzmangel (alte, überlieferte Form).

### Schulterfassung
- In Paartänzen, etwa beim Ländlerrundtanz: Der Bursche legt seine Hände auf die Schultern des Mädchens (von außen), das Mädchen legt die ihren auf die Schultern des Burschen (von innen).
- In Kreistänzen: Die eigene Hand ruht auf der Schulter (gelegentlich auf dem Oberarm) des Nachbarn. Der Größere legt i. d. R. seine Arme von hinten auf die Schultern des Nachbarn.

### Swingfassung
Tänzer und Tänzerin stehen seitlich versetzt gegenüber, die rechte Hand wird auf die rechte Schulter des Tanzpartners gelegt, die linken Hände fassen sich darunter. Drehung mit Swingschritten.

### Tiefhalte
Bevorzugt bei Kreis- und Kettentänzen, bei denen die Tänzer nebeneinanderstehen. Die Tänzer halten sich entweder an der ganzen Hand oder nur an einem Finger.
Die Hände sind neben dem Körper. Die Oberarme hängen runter.
Gestreckte Tiefhalte: Die Arme sind gestreckt und zeigen nach unten.
Gebeugte Tiefhalte: Die Unterarme sind leicht nach oben gebeugt.

### Vorhalte
Bevorzugt bei Kreis- und Kettentänzen, bei denen die Tänzer nebeneinanderstehen. Die Tänzer halten sich entweder an der ganzen Hand oder nur an einem Finger.
Die Hände sind vor dem Körper. Die Oberarme weisen von den Schultern ca. 45° auf.
Gestreckte Vorhalte: Die Arme sind gestreckt.
Gebeugte Vorhalte: Die Unterarme sind leicht nach oben gebeugt.

### Wirbelfassung
Rechte Schulter an rechter Schulter, Zweihandfassung. Die rechten Arme sind gestreckt, die linken sind spitz gewinkelt. Dasselbe gegengleich.

### Zweihandfassung
Tänzer und Tänzerin gegenüber, Blick zueinander. Beider ungleichnamige Hände sind entweder hängend oder in Brusthöhe gefasst.

## Tanzschritte

### Achterrüm-Schritt
Seitbewegung, bei welcher der erste Fuß zur Seite, der zweite dahinter („Achter rüm“) und der erste Fuß erneut zur Seite gesetzt wird. Häufig wird zum Abschluss auf dem ersten Fuß einmal gehüpft, während der zweite Fuß noch einmal seitlich über den ersten Fuß schwingt. Gewöhnlich werden zwei Achterrüm-Schritte hintereinander getanzt, einer nach rechts, der zweite wieder zurück nach links oder gegengleich.
Eine andere Variante beendet den Achterrüm-Schritt mit einem Schlusssprung am Platz.

### Balance-Schritt
Einfache Form:
Seitschritt nach links, rechten Fuß ohne Belastung beistellen, Seitschritt nach rechts, linken Fuß ohne Belastung beistellen.
Tradierte Form:
Seitschritt nach links, rechten Fuß beistellen, schnellen Belastungswechsel rechts-links, dann gegengleich, nach rechts.

### Beistellschritt
Ein Beistellschritt ist ein einzelner Schritt mit Gewichtsübertragung. Der freie Fuß wird neben dem (zuvor) gesetzten Fuß platziert und das Gewicht auf diesen verlagert. Der Beistellschritt tritt in der Regel immer in Kombination mit anderen Schritten auf.

### Branle double
Kombination aus Nachstellschritt und Branle simple: Ein Nachstellschritt gefolgt von einem Gehschritt und Heranholen des anderen Fußes ohne Aufsetzen des nachgeführten Fußes. Eine Folge von Branle double kann daher nur abwechselnd links und rechts ausgeführt werden.

### Branle simple
Ein Gehschritt und Heranholen des anderen Fußes ohne Aufsetzen des nachgeführten Fußes. Eine Folge von Branle simple kann daher nur abwechselnd links und rechts ausgeführt werden.
Im einfachen Fall wird der nachgeführte Fuß an den gesetzten Fuß herangeholt, wobei der nachgeführte Fuß ungefähr auf Höhe des Knöchels des belasteten Fußes gehalten wird.
Je nach Tanz darf der nachgeführte Fuß auch vor dem gesetzten Fuß geführt werden, indem der Fuß oberhalb des gesetzten Fuß gehalten wird.
In seltenen Fällen darf der nachgeführte Fuß in die Luft vor den gesetzten Fuß geschwungen werden.

### Chassee (Galoppschritt)
Meist als Seit-Galopp (Fortlaufender, rascher seitlicher Nachstellschritt mit leichtem, federnden Absprung. Während des Sprunges wird das nachsetzende Bein herangezogen).

### Dreierschritt (Schrittwechselgang)
(Wechselschritt im Dreivierteltakt) Dieser ist wie der Wechselschritt auszuführen, nur dass jedem Schritt eine Viertelnote entspricht.
Linker Fuß vor, rechten Fuß nachstellen, linker Fuß wieder vor und umgekehrt.

### Dreitritt
Drei Schritte vorwärts oder rückwärts je nach Tanzweise, im ungeraden Takt.

### Gehschritt
Einen Fuß vor den anderen setzen, wobei das Körpergewicht regelmäßig von einem Bein auf das andere übertragen wird.

#### Hinterkreuzschritt
Speziell bei Kettentänzen, bei denen die Bewegungsrichtung seitlich ist (nach links oder nach rechts):
Das freie Bein wird hinter dem belasteten Bein geführt (Hinterkreuz), dort gesetzt und belastet.
Bei Kettentänzen, die nach links gehen, kann nur mit dem rechten Fuß ein Hinterkreuzschritt durchgeführt werden.

#### Vorkreuzschritt
Speziell bei Kettentänzen, bei denen die Bewegungsrichtung seitlich ist (nach links oder nach rechts):
Das freie Bein wird vor dem belasteten Bein geführt (Vorkreuz), dort gesetzt und belastet.
Bei Kettentänzen, die nach links gehen, kann nur mit dem rechten Fuß ein Vorkreuzschritt durchgeführt werden.

### Gleitschritt
Ein gleitend ausgeführter, raumgewinnender Hüpfschritt mit nur sehr geringer Hochbewegung.

### Hamburger Rückschritt
In Hamburg und Umgebung auch nur Rückschritt genannt.
Bei Tanzbewegungen im durchgefassten Kreis wird bei einem Richtungswechsel mit dem kreisäußeren Fuß ein Rückschritt ausgeführt, auf dem sich der Tänzer umwendet. Bei einem Richtungswechsel von Mitsonnen nach Gegensonnen ist dieses der linke Fuß.
Voraussetzung für diesen Schritt ist, dass die Kreis-Figur ebenfalls mit dem äußeren Fuß begonnen wird.
Dieser im niederdeutschen Volkstanz gebräuchliche Schritt findet Anwendung zum Beispiel bei Anfangs- und Schlusskreisen von Quadrillen und Kreistänzen, bei Zweipaar-, Mädchen- oder Burschen-Kreisen sowie bei Mühlen.
Er wird üblicherweise bei Tänzen in Gehschritten ausgeführt, seltener bei Wechsel- oder Hüpfschritten.

### Hüpfschritt
Von einem Fuß federnd abspringen und auf dem gleichen Fuß landen.

### Kreuztupftritt
Überkreuzen eines Beines über das andere mit leichtem Auftupfen der Fußspitze des überkreuzenden Beines schräg vor dem Standbein. Es erfolgt keine Gewichtsübertragung.

### Landlerschritt (Getretener Walzer)
Die drei Teilbewegungen des Walzerschrittes werden deutlich getrennt (= Landlerschritt), die Füße werden auf ganzer Sohle aufgesetzt (getreten).

### Mazurka-Schritt
Tänzer und Tänzerin hüpfen unter Vorneigen des Körpers mit den äußeren Füßen, also der Tänzer mit dem linken, die Tänzerin mit dem rechten, nach vorn. In der 2. und 3. Taktzeit hüpfen beide unter Aufrichten der Körper und etwas vorankommend auf dem Innenfuß zweimal auf.

### Nachführschritt
Ein Gehschritt und Beistellen des anderen Fußes ohne Übertragung des Gewichts. Eine Folge von Nachführschritten kann daher nur abwechselnd links und rechts ausgeführt werden.

### Nachstellschritt
- vorwärts: Ein Fuß schreitet vor, der andere wird mit Gewichtsübertragung zur Grundstellung nachgestellt. Eine Folge von Nachstellschritten kann daher nur immer mit dem gleichen Fuß ausgeführt werden.
- seitwärts: Wie vor, aber links oder rechts seitwärts.
- rückwärts: ein Fuß schreitet zurück, der andere wird nachgestellt.

### Polkaschritt
(Wechselschritt im geraden Takt) Schrittfolge des Tänzers (zwei Wechselschritte): Links / Rechts / Links – Pause – Rechts / Links / Rechts – Pause. Die Tänzerin beginnt mit dem rechten Fuß.

### Reelschritt
Hüpfschritt-Folge, die am Platz getanzt wird.
Ein Fuß wird dabei hinter den anderen gesetzt. Mit einem Hüpfer nimmt der hintere Fuß den Platz des vorderen Fußes ein, während der vordere Fuß wiederum nach hinten gesetzt wird. Der Oberkörper wird dabei möglichst ruhig, fast steif gehalten. Die Hände sind hinter dem Rücken gefasst.
Üblich sind eine Folge von 4, 8 oder 16 Reelschritten.

### Schottischschritt
Schrittfolge: Wechselschritt mit jeweiligem Aufhüpfen auf das vierte Achtel bei gleichzeitigem leichten Knieheben.
Schema: links-rechts-links-Hüpf/rechts-links-rechts-Hüpf.

### Schottischtupftritt
Das Spielbein kreuzt vor dem Standbein, berührt mit der Spitze den Boden (1. Viertel, Kreuztupftritt) und vollführt sodann einen zweiten ungekreuzten Tupftritt vom Standbein aus schräg vor (2. Viertel); das Spielbein wird unbelastet neben das Standbein gestellt (3. Viertel), Pause auf das 4. Viertel.

### Schwinghüpfschritt
Drei Zeiten, in ungeradem Takt. Nach einem Gehschritt folgt ein Hüpfschritt, wobei das vorgeschwungene Bein vor dem anderen gekreuzt wird.

### Swingschritt
Tanzpartner stehen nebeneinander, Blick in Gegenrichtung, die beiden rechten Füße bleiben immer dicht beieinander. Rechts fast am Platz vorsetzen, links nachziehen im schnellen Wechsel. Dadurch ergibt sich eine Rechtsdrehung um die Paarachse.

### Tupftritt
Ein Fuß wird mit der Spitze vor, schräg oder seitwärts aufgesetzt. Auf die zweite Taktzeit wird er meist unbelastet in die Grundstellung zurückgenommen.

### Walzerschritt
Wechselschritt im ungeraden Takt, daher ohne Pause, jeder der drei Teilschritte besitzt den gleichen Zeitwert. Im Volkstanz beginnt der Tänzer auf die erste Taktzeit meist mit dem linken Fuß, die Tänzerin beginnt gegengleich. Im nächsten Takt gegengleicher Beginn.

### Wechselschritt
(gerader Takt) Linker Fuß vor, rechten Fuß nachstellen, linker Fuß wieder vor, Pause. Dabei ist der Rhythmus beim Tänzer: links-rechts-links-Pause/rechts-links-rechts-Pause. Die Tänzerin beginnt gegengleich. Im nächsten Takt gegengleicher Beginn.

### Wiegeschritt
Nachführschritt links und rechts seitwärts nacheinander mit leichtem Fersenheben und -senken. Folge: links-rechts/rechts-links. Bei der Rückbewegung beginnt der vorher nachgestellte Fuß.

## Tanzfiguren

### Allemande
(Französisch bzw. Amerikanisch)
(siehe Handtour)

### Dosido (Dosado), Seesaw
„Rücken an Rücken“ (von Franz. dos à dos): Die im Square Dance einander Gegenüberstehenden gehen, ohne die Blickrichtung zu ändern, rechtsschultrig Rücken an Rücken aneinander vorbei und dann linksschultrig rückwärts zum Ausgangsplatz zurück. Wird zunächst linksschultrig passiert, wird diese Figur Seesaw genannt.

### Handtour
Rechts- oder linkshändig eine ganze Umdrehung um die gemeinsame Achse mit Gehschritten. Dabei werden die gefassten rechten Hände in Augenhöhe gehoben, die Unterarme liegen aneinander.

### Kette
Die Partner sind im Flankenkreis einander zugewandt (Tänzer mit Blick in, Tänzerin gegen die Tanzrichtung), reichen sich die rechte Hand, gehen rechtsschultrig aneinander vorbei, reichen dem im Kreis nächsten entgegenkommenden Partner die linke Hand, gehen nun linksschultrig aneinander vorbei usw.

### Mädchenkette
- Volkstanz: „Mädchenwechsel“ oder „Platzwechsel der Mädchen“

Die Tänzerinnen der sich gegenüber stehenden Paare eines Sets Tauschen die Plätze, indem sie sich in der Mitte rechtsschultrig passieren und sich kurz die rechte Hand reichen. Am Gegenplatz werden sie vom fremden Tänzer am Platz 1× gegensonnen herumgeführt
- Square Dance: „Ladies Chain“

Zwei Paare stehen einander im Square Dance gegenüber. Die Tänzerinnen reichen sich die rechten Hände, wechseln aneinander vorbei den Platz und reichen dem Gegentänzer die linke Hand. Diese fasst der Gegentänzer mit der Linken und hält die gefassten Hände brusthoch, während er seine Rechte an ihre rechte Hüfte anlegt, auf der ihre rechte Hand ruht (Courtesy Turn). In dieser Fassung führt er die Tänzerin mit 4 Schritten gegen den Uhrzeigersinn bis zur Blickrichtung zum Gegenpaar. Wird die Figur mit vier Paaren ausgeführt, erfolgt die Handhaltung der Ladies beim Platzwechsel in einer Sternverbindung der rechten Hände, um die im Uhrzeigersinn bis zum Gegenüber gedreht wird.

### Mühle
Die Tanzenden – meistens vier – strecken den rechten (oder linken) Arm aus, fassen sich an den Handgelenken und gehen einen Kreis im (gegen den) Uhrzeigersinn.

### Tour de Main
(siehe Handtour)

### Walgen
Beide Hände des Partners werden gefasst und über Kopfhöhe gehoben, so drehen sich die Partner mehrmals um sich selbst, gleichzeitig oder nacheinander im Wechsel. Der Tänzer dreht sich links herum, die Tänzerin rechts herum (oder umgekehrt).

## Rundtänze

### Dreher (Zweischrittdreher)
Rundtanzfassung, Drehung um die gemeinsame Achse rechts oder links herum, der Oberkörper neigt sich im Schwung ein wenig nach außen. Der Tänzer beginnt auf die erste Taktzeit mit dem linken Fuß rück- oder seitwärts, die Tänzerin mit dem rechten Fuß vorwärts. Tänzer und Tänzerin treten mit dem rechten Fuß abwechselnd jeweils eine halbe Schuhlänge zwischen die Füße des Partners. Die Füße stehen eng beieinander, die rechten Füße bleiben stets vorne. Zwei Schritte ergeben eine ganze Drehung, daher der Name Zweischrittdreher.

### Dreher (Dreischrittdreher)
Mit zwei Schritten und einem Tupftritt vollzieht das Paar eine komplette Drehung im Zweivierteltakt. Dame und Herr tanzen nicht synchron, der Tupftritt kommt zeitlich versetzt.
Tänzerin: Tupftritt mit rechtem Fuß (ohne Belastung); Tänzer: linker Fuß vorwärts in die Drehung.
Tänzerin: rechter Fuß rückwärts in die Drehung; Tänzer: Tupftritt mit rechtem Fuß (ohne Belastung)
Tänzerin: linker Fuß vorwärts; Tänzer: rechter Fuß.
Nach diesen drei Schritten steht das Paar wieder in Tanzrichtung; es folgt sofort die nächste Drehung.

### Fürizwänger
Langsamer Rundtanz im Dreivierteltakt, rechten Fuß im 1. Viertel vorstellen und im 3. Viertel den linken Fuß beistellen, dann im 1. Viertel den rechten Fuß zurückstellen und im 3. Viertel den linken Fuß beistellen (pro Takt eine Viertel-Drehung rechts).

### Ländler-Rundtanz
Drehung mit Ländlerschritten, wie beim Walzer. Sechs Schritte ergeben meist eine Drehung. Der Tänzer beginnt links, die Tänzerin rechts. Die Teilschritte werden deutlich getrennt, indem die Füße auf ganzer Sohle aufgesetzt werden (getreten).

### Polka-Rundtanz
Wechselschritt (Polkaschritt) im geraden Takt, eingebaut in eine fortlaufende Drehbewegung links oder rechts, mit leichtem Erheben auf den Ballen beim dritten Teilschritt. Der Tänzer beginnt mit dem linken Fuß, die Tänzerin rechts.

### Polka Franzee-Rundtanz
Drei Polkaschritte im geraden Takt (Wechselschritt), beim vierten Schritt Hopser (leichter
Hüpfschritt) mit dem gleichen Fuß wie beim dritten Schritt, der andere Fuß wird leicht
angehoben, sonst wie Polka-Rundtanz.

### Swing
Drehung mit Swingschritten vorwärts um die gemeinsame Achse, meist im Square Dance.

### Walzer-Rundtanz
Eine Folge von Walzerschritten, abwechselnd vorwärts und rückwärts, eingebaut in eine fortlaufende Drehbewegung (Rechtswalzer, Linkswalzer). Zwei Walzerschritte (zwei Takte) ergeben eine ganze Drehung. Beim Volkstanz beginnt der Tänzer den Walzer im Gegensatz zum Gesellschaftstanz mit dem linken Fuß seit- bzw. rückwärts in die Drehrichtung. (Tänzerin immer gegengleich).

### Wirbeln
Tänzer und Tänzerin stehen dicht voreinander, die Hände sind gefasst. Der linke Arm ist in Schulterhöhe gebeugt, der rechte Arm vor der Brust des Nachbarn vorbeigestreckt. Die Füße sind dicht beieinander, der Körper schräg nach außen gelegt, die Tänzer schreiten im jeweiligen Schritt umeinander, das ergibt eine schnelle Drehung rechtsherum. Das Wechseln zur Drehung linksherum geschieht durch Verziehen der Arme.